# Carmen Yazalde
Carmen Yazalde (właśc. María do Carmo Ressurreição de Deus; ur. 29 maja 1950 w Guarda, w Portugalii) – portugalsko-argentyńska aktorka i modelka.

## Biogram
Pochodziła z biednej, wielodzietnej portugalskiej rodziny (miała siedmioro rodzeństwa, z których wiele zmarło w wieku niemowlęcym). Jako nastolatka występowała w zespole tańca ludowego, a wieku 17 lat została odkryta przez Vasco Morgado – właściciela kilku teatrów w Portugalii, który zaproponował jej występy na deskach Teatro Monumental – tam też debiutowała jako aktorka.
W 1972 została Miss Fotogenia Portugal, dzięki czemu została zauważona w biznesie filmowym – występowała w filmach kina eksploatacji pod pseudonimem Britt Nichols (tylko w latach 1972–1974 zagrała w dziesięciu produkcjach filmowych, głównie reżyserowanych przez Jessa Franco). W 1973 wyszła za mąż za argentyńskiego piłkarza Héctora Yazalde, z którym mieszkała w Europie do 1977 – związek Yazalde z Nichols uznawany była za jedną z najpopularniejszych par lat siedemdziesiątych XX wieku. W 1977 wraz z mężem wyjechała do Argentyny, gdzie stała się ikoną modelingu jako Carmen Yazalde występując na dużych pokazach mody obok takich modelek jak: Teté Coustarot, Patricia Miccio, Anamá Ferreyra, Teresa Calandra, Adriana Costantini i Mora Furtado. W latach 80. występowała w reklamach telewizyjnych produktów spożywczych grupy Mendinet. W 1999 wystąpiła w programie kabaretowym Todo por dos pesos. W 2004 prowadziła własny pokaz mody o nazwie Salud y belleza. W 2009 i 2012 wystąpiła w programie Caiga Quien Caiga (CQC) oraz w kilku innych programach rozrywkowych w kolejnych latach.
Z Héctorem Yazalde miała jednego syna – Gonzala. Z mężem rozwiodła się w 1987, a po jego śmierci w 1997 zaczęła częściej pojawiać się w argentyńskiej telewizji i tabloidach.

### Filmografia
- Los reyes del sablazo (1984) jako modelka
- Quartier de femmes (1974) jako Maria
- Los Mil ojos del asesino (1974)
- Dziewica wśród żywych trupów (1973) jako Christina
- Les démons (1973) jako siostra Margaret
- Les Expériences érotiques de Frankenstein (1972) jako Madame Orloff
- Jungfrauen-Report (1972)
- La Fille de Dracula (1972) jako Luiza Karlstein
- Drácula contra Frankenstein (1972) jako wampirzyca
- Grobowce ślepej śmierci (1972) jako dziewica złożona w ofierze[7]